# Gammal är kyrkan, Herrens hus
Gammal är kyrkan, Herrens hus är en psalm om Kristi kyrka av Nikolaj Frederik Severin Grundtvig, skriven 1836 och kompletterad 1853. Finns i svenska översättningar av bl.a. Edvard Evers och Britt G. Hallqvists från 1986. Evers' översättning finns i 1937 års psalmbok. Hallqvists översättning är den som finns i den ekumeniska delen av den svenska psalmboken.
Psalmen sjöngs under en friluftsgudstjänst 1990 vid den då nyss nerbrunna Katarina kyrka. Inledningsraderna uppfattades då som mycket passande till situationen: Gammal är kyrkan, Herrens hus, / står, om än torn måste falla. / Murar så höga blir till grus, / ändå skall klockorna kalla.
Musiken skrevs av Ludvig Mathias Lindeman 1840, vilket är samma melodi som till Tränger i dolda djupen ner, Mästare, alla söka dig och Herren, vår Gud, har rest sin tron.

## Publicerad som
- Nr 528 i Nya psalmer 1921, tillägget till 1819 års psalmbok under rubriken "Kyrkan och nådemedlen: Kyrkans och hennes uppgift".
- Nr 163 i 1937 års psalmbok under rubriken "Kyrkan".
- Nr 56 i Den svenska psalmboken 1986, 1986 års Cecilia-psalmbok, Psalmer och Sånger 1987, Segertoner 1988 och Frälsningsarméns sångbok 1990 under rubriken "Kyrkan".
- Nr 165 i Finlandssvenska psalmboken 1986 under rubriken "Kristi kyrka".